# Heuchera parviflora
Heuchera parviflora är en stenbräckeväxtart som beskrevs av Friedrich Gottlieb Bartling. Heuchera parviflora ingår i släktet alunrötter, och familjen stenbräckeväxter. Utöver nominatformen finns också underarten H. p. puberula.